# Triturus karelinii
A Triturus karelinii a kétéltűek (Amphibia) osztályának farkos kétéltűek (Caudata) rendjébe, ezen belül a szalamandrafélék (Salamandridae) családjába tartozó faj.
Korábban a közönséges tarajosgőte (Triturus cristatus) alfajaként tartották számon. Továbbá 2013-ban, a Triturus kareliniiból kivonták a balkáni tarajosgőte (Triturus ivanbureschi) nevű fajt és 2016-ban, ebből az újonnan leírt fajból is kivonták a Triturus anatolicus megnevezésű gőtét.

## Előfordulása
A Triturus karelinii előfordulási területe a Krím-félsziget, Kaukázus és a Kaszpi-tenger déli térsége. Amint fentebb írva van a balkáni és az anatóliai állatok ma már más fajokhoz tartoznak.

## Megjelenése
Az eddig lemért legnagyobb példány 18 centiméteres volt. Az állat háti része a barnától a szürkéig változik, elszórtan sötét foltozással. A hasi- és toroktájéka sárgás-narancssárga kis fekete pontokkal. A szaporodási időszakban a hím a tarkójától egészen a farkáig nagy, fűrészes tarajt növeszt.

## Életmódja
A hegyvidéki területeket kedveli, lehet az hegyoldal vagy magashegyi fennsík. Egyaránt megél a lombhullató erdőkben és a fenyőerdőkben is.

## Szaporodása
Az ivarérettséget 3-4 évesen éri el. A szaporodási időszakban felkeresi az élőhelyén található vizeket; lehetnek azok tavak, mocsarak, kis pocsolyák vagy patakok. A hím átlagosan körülbelül 8, míg a nőstény 11 évig él.

### Fordítás
- Ez a szócikk részben vagy egészben  a   Southern crested newt című angol Wikipédia-szócikk ezen változatának fordításán alapul.  Az eredeti cikk szerkesztőit annak laptörténete sorolja fel. Ez a jelzés csupán a megfogalmazás eredetét és a szerzői jogokat jelzi, nem szolgál a cikkben szereplő információk forrásmegjelöléseként.